# Ильинское (Грязовецкий район)
Ильинское — деревня в Грязовецком районе Вологодской области.
Входит в состав Сидоровского муниципального образования, с точки зрения административно-территориального деления — в Сидоровский сельсовет.
Расстояние по автодороге до районного центра Грязовца — 44 км, до центра муниципального образования Сидорово — 4 км. Ближайшие населённые пункты — Левино, Шилово, Тимошкино.
По переписи 2002 года население — 11 человек.